# Вітоніж
Віто́ніж — село в Україні, у Луцькому районі Волинської області. Входить до складу Доросинівської сільської громади. Населення становить 379 осіб.

## Історія
Перша згадка про Вітоніж в літературних джерелах датується 1545 роком.
У 1840 році маєток у селі виграв в карти поміщик Іван Романович Туркол. За часів його володіння тут був побудований млин, поселення виросло з 20 до 48 дворів, а після скасування кріпацтва пан пожертвував значні наділи землі на будівництво в селі церкви та школи.
Після столипінської реформи на початку 20 століття селяни розселилися по ближніх хуторах.
Під час Першої світової війни внаслідок бойових дій, що велися на німецько-російському фронті на території села, воно було повністю зруйновано.
70 мешканців Вітоніжа нагороджено орденами та медалями СРСР за виявлений героїзм у боротьбі з німецько-нацистськими загарбниками в період Другої світової війни.
За часів СРСР тут був колгосп ім. 50-річчя Жовтня. Основними галузями господарства були рільництво і молочно-м'ясне тваринництво. Вирощувалися зернові культури, картопля, цукрові буряки, льон, овочі. Працювала пилорама, млин.
До адміністративно-територіальної реформи в Україні орган місцевого самоврядування — Ясенівська сільська рада.

## Населення
Згідно з переписом УРСР 1989 року чисельність наявного населення села становила 400 осіб, з яких 177 чоловіків та 223 жінки.
За переписом населення України 2001 року в селі мешкали 373 особи.

### Мова
Розподіл населення за рідною мовою за даними перепису 2001 року:
| Мова       | Відсоток |
| ---------- | -------- |
| українська | 99,74 %  |
| російська  | 0,26 %   |

## Відомі уродженці
- Лакида Петро Іванович (1955) — керівник Центрального відділення Лісівничої академії наук України, Заслужений діяч науки і техніки України.
- Кац Аліна Анатоліївна (1991) — журналіст, ведуча телеканалу УТР.